# Vittorio Marulli
Vittorio Marulli (Roma, 16 settembre 1922 – Roma, 19 marzo 2000) è stato un ammiraglio italiano, capo di stato maggiore della Marina Militare dal 1984 al 1985.

## Biografia
Nato a Roma il 16 settembre 1922 nobile dei conti Marulli, nobile di Barletta, entrato nell'Accademia navale di Livorno nel 1939, ne è uscito nel febbraio 1942 col grado di guardiamarina.
Nel corso della seconda guerra mondiale ha prestato servizio sulla nave da battaglia Vittorio Veneto quale ufficiale sottordine è successivamente sulla torpediniera Orsa quale direttore del tiro.
Tra il 1966 e il 1969 ha diretto l'allestimento dell'incrociatore lanciamissili Vittorio Veneto, di cui è stato, con il grado di capitano di vascello, il primo comandante, mantenendone il comando fino al 1970 al termine della crociera addestrativa tenutasi fra il 25 aprile e il 23 agosto 1970 in nord Atlantico, toccando diversi porti americani ed europei ed effettuata dopo un anno dall'entrata in servizio e di messa a punto. Successivamente ha ricoperto fino al 1972 l'incarico di Capo Ufficio Operazioni del 30º Reparto dello Stato Maggiore Marina.
Promosso contrammiraglio nel dicembre 1972, venne assegnato allo Stato Maggiore Difesa quale Capo Ufficio del Capo di Stato Maggiore. Tra aprile 1975 e settembre 1976 ha ricoperto la carica di Capo di Stato Maggiore del Comando in Capo della Squadra Navale e del Mediterraneo Centrale; l'anno seguente, con il grado di ammiraglio di divisione ha comandato la I Divisione navale e dal novembre 1977 al dicembre 1978 ha ricoperto la carica di Ispettore per l'allestimento delle unità di nuova costruzione presso lo Stato Maggiore della Marina.
Promosso ammiraglio di squadra, dal dicembre 1978 al settembre 1980 ha ricoperto l'incarico di Comandante in Capo del Dipartimento Militare Marittimo dello Jonio e del Canale d'Otranto e, dal 28 settembre 1980 al 15 settembre 1981, quello di Presidente del Centro Alti Studi per la Difesa. Dal settembre 1981 al gennaio 1984 è stato Comandante in Capo della Squadra Navale e del Mediterraneo Centrale, e dal 7 febbraio 1984 al 15 ottobre 1985 Capo di Stato Maggiore della Marina.
In questo incarico ha svolto un ruolo particolarmente rilevante nel sostenere e promuovere un’azione determinante per la costituzione della componente ad ala fissa dell’Aviazione Navale ed è stato sotto la sua direzione e sotto il suo costante stimolo che l'argomento è stato portato all'attenzione delle autorità politiche, sino a sfociare in un disegno di legge governativo. Il 20 dicembre 1984, mentre il nuovo incrociatore portaeromobili Garibaldi era ancora in allestimento nel cantiere di Monfalcone venne presentato, su sollecitazione da parte dell'ammiraglio Vittorio Marulli il disegno di legge  n. 1083 con cui veniva richiesta l'istituzione dell'Aviazione Navale della Marina. La proposta, firmata da 19 senatori e presentata al Presidente del Senato Francesco Cossiga, aveva come primo firmatario il senatore democristiano, nonché ammiraglio in congedo Severino Fallucchi. Il 26 gennaio 1989, fu approvata la proposta di legge 2645 come legge 36, che autorizzava la Marina Militare a dotarsi di velivoli ad ala fissa.
Sempre in veste di Capo di Stato Maggiore della Marina, nel 1985 autorizzò Francesco Cossiga, capitano di fregata, ad accettare l'incarico di Presidente della Repubblica Italiana, autorizzazione che gli Ufficiali della Marina Militare per tradizione chiedono prima di assumere cariche pubbliche.
L'ammiraglio Marulli è stato insignito di due Croci al merito di guerra e dell'onorificenza di Cavaliere di Gran Croce dell'Ordine al Merito della Repubblica Italiana e Con Real Decreto numero 2076/1984, gli è stata conferita dal Re di Spagna la Gran Croce con decorazione bianca dell'Ordine del Merito Navale.
L'ammiraglio Vittorio Marulli è morto a Roma il 19 marzo 2000.